# Nacktlaube
Die Nacktlaube (Sawbwa resplendens), auch Glühköpfchen genannt, ist ein kleiner Karpfenfisch, der endemisch im Inle-See in Birma vorkommt. Der Gattungsname wurde von einer einheimischen Bezeichnung abgeleitet, das Artepitheton kommt aus dem Lateinischen („re“ = wider; „splendere“ = glänzen).

## Merkmale
Die Nacktlaube erhielt ihren Namen, da sie vollständig schuppenlos ist. Sie besitzt einen mäßig langgestreckten, seitlich abgeflachten Körper und erreicht eine Länge von 3,5 bis 4 cm. Männchen sind stahlblau gefärbt, der Bauch ist silbrigweiß. Die Schnauzenunterseite sowie die Spitzen der Schwanzflossenloben sind rot gefärbt. Durch eine Vielzahl kleiner schwarzer Punkte erscheint der Rücken dunkler, meist grünlich. Im Übrigen sind die Flossen beider Geschlechter farblos. Weibchen sind olivgrün bis messingfarben mit silbrigem Bauch und einem schwarzen Fleck am Anus.
Das Maul der Fische ist klein und endständig, dabei steht der Oberkiefer vor und ist protraktil (vorstreckbar). Barteln sind nicht vorhanden. Auf den Schlundknochen sitzen je vier Zähne, die in einer Reihe angeordnet sind. Eine Seitenlinie ist oberhalb der Bauchhöhle nur schwach angedeutet. Rücken- und Afterflosse sind kurz, die Schwanzflosse gegabelt. Der zweite Flossenstrahl der Rückenflosse ist kräftig und im Mittelteil ihres Hinterrandes gezähnt (6 bis 12 Zähnchen).
- Flossenformel: Dorsale 2–3/7, Anale 2/5, Pectorale 7, Ventrale 7.

## Lebensweise
Die Fische sind im gesamten Inle-See und den angrenzenden Sümpfen sehr häufig. Sie treten in großen Schwärmen sowohl im klaren offenen Wasser, als auch an den Ufern in torfigem, oft auch in fast fauligem Wasser zwischen dichter Vegetation auf. Die Weibchen werden im Februar und März laichreif. Die Eier haben einen Durchmesser von einem Millimeter und sind gelblich. Die Larven schlüpfen nach 3 bis 4 Tagen und schwimmen nach insgesamt 5 bis 6 Tagen frei.